# Baeksang Arts Awards de 2010
A 46ª cerimônia anual do Baeksang Arts Awards foi realizada em 26 de março de 2010, no Salão Principal Hae do Teatro Nacional da Coreia, localizado  em Seul. A cerimômnia foi apresentada pela IS Plus Corp. e transmitida pela emissora KBS2. O apresentador de televisão Lee Hwi-jae e a atriz Kim Ah-joong serviram como seus apresentadores. 
A série Queen Seondeok da emissora MBC, recebeu o maior número de indicações da edição. O título Iris da (KBS2) recebeu o prêmio de Melhor Drama, enquanto Take Off recebeu o prêmio de Melhor filme. As maiores honras da noite, o Grande Prêmio (Daesang), foram entregues na categoria cinema a Yoon Je-kyoon, que produziu o filme Haeundae e na categoria televisão a atriz Go Hyun-jung de Queen Seondeok.

## Vencedores e indicados
Lista completa de indicados e vencedores (este último indicado em negrito).

### Cinema
| Grande Prêmio | Melhor Filme |
| --- | --- |
| - Yoon Je-kyoon – Haeundae | - Take Off - Haeundae - Mother - Secret Reunion - Thirst                                                                                                |
| Melhor Ator | Melhor Atriz |
| - Ha Jung-woo – Take Off - Jung Jae-young – Castaway on the Moon - Gang Dong-won – Secret Reunion - Kim Yoon-seok – Running Turtle - Won Bin – Mother                                    | - Ha Ji-won – Closer to Heaven - Choi Kang-hee – Goodbye Mom - Kim Hye-ja – Mother - Kim Ok-bin – Thirst - Seo Woo – Paju                               |
| Melhor Ator Revelação | Melhor Atriz Revelação |
| - Lee Min-ki – Haeundae - Kim Ji-seok – Take Off - Kim Mu-yeol – The Scam - Yang Ik-june – Breathless - Yoo Seung-ho – 4th Period Mystery                                                | - Jo An – Lifting King Kong - Baek Jin-hee – Bandhobi - Kang Ye-won – Harmony - Kim Kkot-bi – Breathless - Sunwoo Sun – Jeon Woo-chi: The Taoist Wizard |
| Melhor Diretor | Melhor Diretor Revelação |
| - Jang Hoon – Secret Reunion - Bong Joon-ho – Mother - Kim Yong-hwa – Take Off - Park Chan-ok – Paju - Yoon Je-kyoon – Haeundae                                                          | - Lee Ho-jae – The Scam - Jeong Gi-hun – Goodbye Mom - Park Geon-yong – Lifting King Kong - Park Hee-gon – Insadong Scandal - Yang Ik-june – Breathless |
| Ator Mais Popular | Atriz Mais Popular |
| - Jang Keun-suk – The Case of Itaewon Homicide | - Choi Kang-hee – Goodbye Mom |
| Melhor Roteiro | |
| - Jang Min-seok – Secret Reunion - Bong Joon-ho, Park Eun-kyo – Mother - Lee Hae-jun – Castaway on the Moon - Lee Yong-ju – Possessed - Park Geon-yong, Bae Se-young – Lifting King Kong | |

### Filmes com múltiplas indicações
| Indicações | Filme                |
| ---------- | -------------------- |
| 5          | Mother               |
| 4          | Haeundae             |
| 4          | Secret Reunion       |
| 4          | Take Off             |
| 3          | Goodbye Mom          |
| 3          | Lifting King Kong    |
| 2          | Castaway on the Moon |
| 2          | Paju                 |
| 2          | Thirst               |

### Filmes com múltiplos prêmios
| Prêmios | Filme          |
| ------- | -------------- |
| 2       | Haeundae       |
| 2       | Secret Reunion |
| 2       | Take Off       |

### Televisão
| Grande Prêmio | Melhor Drama |
| --- | --- |
| - Go Hyun-jung – Queen Seondeok | - Iris (KBS2) - Brilliant Legacy (SBS) - Queen of Housewives (MBC) - Queen Seondeok (MBC) - The Slave Hunters (KBS2)                                                               |
| Melhor Programa Educacional | Melhor Programa de Entretenimento |
| - Tears of the Amazon (MBC) | - High Kick Through the Roof (MBC) |
| Melhor Diretor | Melhor Diretor Revelação |
| - Go Dong-sun – Queen of Housewives - Hong Sung-chang – You're Beautiful - Kim Byeong-wook, Kim Chang-dong, Kim Young-ki- High Kick Through the Roof - Park Hong-gyun, Kim Geun-hong – Queen Seondeok - Yang Yun-ho, Kim Kyu-tae – Iris  | - Yoo Hyun-ki – Master of Study - Kwak Jung-hwan – The Slave Hunters - Jin Hyuk – Brilliant Legacy - Baek Soo-chan – Dream - Park Young-soo – Family's Honor                       |
| Melhor Ator | Melhor Atriz |
| - Lee Byung-hun – Iris - Jang Hyuk – The Slave Hunters - Kim Su-ro – Master of Study - So Ji-sub – Cain and Abel - Yoon Sang-hyun – Queen of Housewives                                                                                  | - Kim Nam-joo – Queen of Housewives - Go Hyun-jung – Queen Seondeok - Han Hyo-joo – Brilliant Legacy - Kim So-yeon – Iris - Kim Tae-hee – Iris                                     |
| Melhor Ator Revelação | Melhor Atriz Revelação |
| - Kim Nam-gil – Queen Seondeok - Choi Daniel – High Kick Through the Roof - Lee Seung-gi – Brilliant Legacy - Yoo Seung-ho – Master of Study - Yoon Shi-yoon – High Kick Through the Roof                                                | - Hwang Jung-eum – High Kick Through the Roof - Go Ah-sung – Master of Study - Lee Min-jung – Smile, You - Seo Woo – Tamra, the Island - Shin Se-kyung – High Kick! (2° temporada) |
| Melhor Artista de Variedades – Masculino | Melhor Artista de Variedades – Feminino |
| - Park Seong-ho – Gag Concert | - Kang Yu-mi, Ahn Young-mi – Gag Concert |
| Ator Mais Popular | Atriz Mais Popular |
| - Lee Seung-gi – Brilliant Legacy | - Im Yoona – Cinderella Man |
| Melhor Roteiro | |
| - Chun Sung-il – The Slave Hunters - Kim Young-hyun, Park Sang-yeon – Queen Seondeok - Park Ji-eun – Queen of Housewives - Shin Jae-won, Lee Ji-hyang, Choi Yi-rang, Lee Jae-yoon – Tamra, the Island - So Hyun-kyung – Brilliant Legacy | |

### Programas com múltiplas indicações
| Indicações | Programa de Televisão      |
| ---------- | -------------------------- |
| 6          | Queen Seondeok             |
| 5          | Brilliant Legacy           |
| 5          | High Kick Through the Roof |
| 5          | Iris                       |
| 5          | Queen of Housewives        |
| 4          | Master of Study            |
| 4          | The Slave Hunters          |

### Programas com múltiplos prêmios
| Prêmios | Programas de Televisão     |
| ------- | -------------------------- |
| 2       | Gag Concert                |
| 2       | High Kick Through the Roof |
| 2       | Iris                       |
| 2       | Queen of Housewives        |
| 2       | Queen Seondeok             |

### Outros prêmios
| Prêmio Fashion InStyle | Prêmio de Contribuição em Vida |
| ---------------------- | ------------------------------ |
| - Son Ye-jin           | - Bae Sam-ryong                |